# 近藤昌平
近藤 昌平（こんどう しょうへい、1942年（昭和17年）7月24日 - ）は、日本の実業家。愛知県一宮市出身。洋菓子店のボンボヌール元社長。化粧品・健康食品の銀座・トマト会長。異業種交流会「VAV倶楽部」会長。
1966年、日本初の宅配ケーキシステムを実現。看板商品のケーキの名称はファンシー。四角いスポンジケーキで生クリームを包んだ座布団型の四角いケーキで、1日2万個販売されていた。
名称こそバラバラだが、中部地方のケーキ屋では、ファンシーと同じ形をしたケーキが多数、販売されている。

## 人物・経歴
1942年（昭和17年）7月に愛知県一宮市で近藤金兵衛と久子の長男として生まれた。
1959年（昭和34年）4月に近藤金兵衛が心臓マヒで急死し、母の久子が職人15人を抱えた和菓子店 ｢萬壽堂｣を継承した。
愛知県立一宮高等学校卒業後は家業を継ぐために東京・銀座の清月堂で1年間修業し、1964年（昭和39年）に萬壽堂を継承した。
ところが、1966年（昭和41年）に祖父の代からの職長が死去したことから、同年3月1日に洋菓子店に転業し、屋号を「まんじゅどうボヌール」に変更した。
そして、第1号のケーキとして生クリームを四角いスポンジケーキで包んだ座布団型の「ファンシー」を発売した。
しかし、洋菓子に転換したものの、従来の和菓子店時代の顧客が離れて売上が伸び悩んだことから、自転車でケーキの行商を行って徐々に売上を伸ばして軌道に乗せた。
この行商を発展させる形で頒布会のボヌール会を主催するようになり、1993年（平成5年）7月に日本で初めてケーキの宅配サービスを開始した。
東京都港区六本木に東京営業本部を1981年（昭和56年）3月15日に開設し、日本初の無店舗商法という新たなビジネスモデルを構築して完全受注経営の焼き菓子専門店を行った。
和菓子屋だった父の時代よりの関係で、高松宮家の葉山御用邸が新築された際、昭和天皇夫妻のダイヤモンド婚式の引き菓子を製作。
2000年（平成12年）には沖縄サミットにちなんで発行された2000円札の話題性にあやかり、アタッシュケース型の箱に入った「2000円札ケーキ」を発売。
2002年（平成14年）、還暦と同時に後進に譲る。株式会社銀座・トマト会長に就任。
1980年（昭和55年）1月より、異業種交流会「VAV倶楽部」を主催。各界の著名人が多数ゲストスピーカーとして登場している。

## 著書
- 『ケーキ職人―夢と幸せを売る』あいうえお館、1985年（昭和60年）1月

まんじゅうどうから年商20億円の洋菓子製造会社になるまでの苦労のほか、ケーキを作る楽しみや工夫などについても綴った本。
- 『人様に可愛がられる人になりなさい』ダイヤモンド社、1993年（平成5年）12月[広報 5]
- 『お礼とサービス、やり過ぎくらいがちょうどいい』PHP研究所、2011年（平成23年）5月9日[広報 6]
- 『人脈を作りたかったら、名刺を捨てなさい』サンマーク出版、2016年（平成28年）6月1日[広報 7]

## 編書
- 『あらためていま 母を想う』かんき出版、1995年（平成7年）10月4日[20]

山内一生・西川俊男・内藤明人など各界で活躍する人に母についての思い出などについて寄稿してもらった文章を、近藤が代表を務める「親を考える会」が編纂した書籍。
- 『あらためていま 母を想う 2』かんき出版、1997年（平成9年）6月

各界で活躍する人に母についての思い出などについて寄稿してもらった文章を、近藤が代表を務める「親を考える会」が編纂した書籍。
- 『あらためていま 母を想う 3』かんき出版、1999年（平成11年）5月

谷口智治など各界で活躍する人に母についての思い出などについて寄稿してもらった文章を、近藤が代表を務める「親を考える会」が編纂した書籍。
- 『The・親父』ロングセラーズ、2001年（平成13年）11月[広報 8]
- 『成功する人は、必ずお母さんを大切にしていた。』PHP研究所、2019年（平成31年）4月23日[広報 9]
- 『あらためていま 母を想う ９』英智舎、2024（令和６年）２月１３日
- 『あらためていま 母を想う 10』英智舎、2025（令和７年）７月２２日

### 広報など1次資料
1. ↑  “株式会社銀座トマト”. 2019年9月4日閲覧。
2. ↑  “近藤昌平”.  サンマーク出版. 2023年10月20日閲覧。
3. ↑  “異業種交流会VAV倶楽部”. 2019年9月4日閲覧。
4. ↑  “過去のご講演者様”. 2019年9月5日閲覧。
5. ↑  “人様に可愛がられる人になりなさい”.  紀伊國屋書店. 2023年10月20日閲覧。
6. ↑  “お礼とサービス、やり過ぎくらいがちょうどいい”.  PHP研究所. 2023年10月20日閲覧。
7. ↑  “人脈を作りたかったら、名刺を捨てなさい”.  サンマーク出版. 2023年10月20日閲覧。
8. ↑  “The・親父”.  紀伊國屋書店. 2023年10月20日閲覧。
9. ↑  “成功する人は、必ずお母さんを大切にしていた。”.  PHP研究所. 2023年10月20日閲覧。